# Concours musical international Reine Élisabeth de Belgique 2014
Le Concours musical international Reine Élisabeth de Belgique, session 2014, est consacré au chant.
La Sud-Coréenne Sumi Hwang remporte le concours.

## Lauréats
- Premier prix : Sumi Hwang (Corée du Sud)
- Deuxième prix : Jodie Devos (Belgique)
- Troisième prix : Sarah Laulan (France)
- Quatrième prix : Yu Shao (Chine)
- Cinquième prix : Hyesang Park (Corée du Sud)
- Sixième prix : Chiara Skerath (Suisse)

Selon le règlement du concours, aucun classement n'est établi entre les finalistes au-delà du sixième prix. Les six derniers lauréats, listés par ordre alphabétique : 
- Emőke Baráth (Hongrie)
- Daniela Gerstenmeyer (Allemagne)
- Seung Jick Kim (Corée du Sud)
- Levente Pall (Hongrie)
- Sheva Tehoval (de) (Belgique)
- Hansung Yoo (Corée du Sud)